# Tecomatlán (kommun)
Tecomatlán är en kommun i Mexiko.   Den ligger i delstaten Puebla, i den sydöstra delen av landet, 170 km sydost om huvudstaden Mexico City. Antalet invånare är 5 420. Arean är 146 kvadratkilometer.
Terrängen i Tecomatlán är huvudsakligen lite kuperad.
Följande samhällen finns i Tecomatlán:
- San Miguel de Lozano
- La Unión
- Mixquiapan
- Tezoquipan